# Nećavce
Neçac en albanais et Nećavce en serbe latin (en serbe cyrillique : Нећавце) est une localité du Kosovo située dans la commune/municipalité de Kaçanik/Kačanik, district de Ferizaj/Uroševac (Kosovo) ou district de Kosovo (Serbie). Selon le recensement kosovar de 2011, elle compte 110 habitants, tous albanais.
Selon le découpage administratif kosovar, le village fait partie de la commune/municipalité de Han i Elezit/Đeneral Janković.

## Démographie

### Évolution historique de la population dans la localité
| 1948 | 1953 | 1961 | 1971 | 1981 | 1991 | 2011 |
| ---- | ---- | ---- | ---- | ---- | ---- | ---- |
| 119  | 124  | 160  | 58   | 25   | 78   | 110  |

|  |